# Абрамов, Карлен Вадимович
Карле́н Вади́мович Абра́мов (узб. Karlen Vadimovich Abramov; арм. Կառլեն Աբրամով; 9 мая 1987, Ташкент — 17 декабря 2008, Ташкент) — узбекистанский и армянский футболист, выступавший на позиции нападающего. Старший сын футболиста и тренера Вадима Абрамова.

## Биография
Родился 9 мая 1987 года в столице Узбекской ССР Ташкенте.
Первый тренер — Виктор Чучварин. Выступал в ташкентских клубах «СКА-Сибаи» и «Трактор», с которым в 2004 году дошёл до финала Кубка Узбекистана, где клуб проиграл «Пахтакору» со счётом 2:3. В 2007 году выступал за армянский «Бентонит», с которым дошёл до 1/4 финала Кубка Армении 2007 года. 1 июля 2008 года приезжал на просмотр в тель-авивский «Маккаби» Также выступал за юношескую и молодёжную сборные Армении.
Скончался 17 декабря 2008 года в Ташкенте в результате автокатастрофы в возрасте 21 года. Похоронен на Боткинском кладбище.

## Личная жизнь
Старший сын Вадима Абрамова. По национальности был армяно-евреем.

## Достижения

### Командные
«Трактор»
- Финалист Кубка Узбекистана: 2004